# Vreewijkbrug
De Vreewijkbrug in de  Nederlandse stad Leiden verbindt sinds 1901 de Vreewijk met de binnenstad.  

## Typering
Het is een liggerbrug met twee steunpunten, waartussen troggewelfjes liggen. De brug is voorzien van een gietasfaltdek. Wegindeling: rijweg 4,50 m, trottoirs 2 x 1,375 m. De doorvaartwijdte tussen de stootpalen bedraagt 5,55 m. Vier lichtmasten met drie zuilen staan op de hoekpunten van de brug, die de Witte Singel met de Kaiserstraat verbindt. De brug dateert uit 1901, dus tot 1920 was hier gasverlichting.

## Geschiedenis
Vreewijk was in 1881 de eerste planmatige uitbreiding van Leiden buiten de singels, toen nog op grondgebied van de gemeente Zoeterwoude. Een goede verbinding met de stad ontbrak. De projectontwikkelaar wilde wel een brug aanleggen, maar de gemeente Leiden weigerde het onderhoud voor haar rekening te nemen. Dus kwam er een pontje ter hoogte van de Kaiserstraat, waarvan de exploitatie verpacht werd aan een veerman. Toen Vreewijk in 1896 onderdeel werd van de gemeente Leiden, dienden de bewoners een verzoek in om het pontje gratis te laten varen. Dat werd niet toegestaan, maar na verder aandringen van de bewoners werd op 14 juni 1900 door de gemeenteraad ingestemd met de bouw van een brug voor de som van f 20.000,-. De aanbesteding volgde snel en op 1 oktober 1900 kreeg Johannes Isaäc Planjer de opdracht voor f 18.400,-. De oplevering geschiedde volgens plan vóór 1 maart 1901.
In het kader van de verdediging van Leiden tegen aanvallen der geallieerden was in 1944/1945 onder meer de Vreewijkbrug volledig afgesloten voor rijverkeer door zware ijzeren versperringen, z.g. asperges.
In 1988 is de brug grondig gerenoveerd, waarbij ook de driearmige lantaarns naar oorspronkelijk ontwerp werden teruggebracht. Deze waren reeds voor de Tweede Wereldoorlog verwijderd. Op 3 juni 1988 werd de brug weer in gebruik gesteld.
In de binnenstad:

Aeldisbrug ·
Alkemadebrug ·
Asschuurbrug ·
Blauwpoortsbrug ·
Blekersbrug ·
Bostelbrug ·
Catharinabrug ·
Derde Waardbrug ·
Doelenbrug ·
Doelengrachtsbrug ·
Doelenpoortsbrug ·
Dullebrug ·
Franciskanerbrug ·
Gansoordbrug ·
Gepekte Brug ·
Groenebrug ·
Groenhazenbrug ·
Grofsmederijbrug ·
Grote Havenbrug ·
Hapynionbrug ·
Helarbrug ·
Herenbrug ·
Herenpoortsbrug ·
Hogewoerdsbrug ·
Hoogeveensbrug ·
Huigbrug ·
Hulpwerfbrug ·
Jan van Houtbrug ·
Jan Vossenbrug ·
Karnemelksbrug ·
Katoenbrug ·
Kazernebrug ·
Kerkbrug ·
Kerkpleinbrug ·
Kippenbrug ·
Kleine Havenbrug ·
Kleine Paterbrug ·
Koepoortsbrug ·
Koornbrug ·
Koningsbrug ·
Kraaierbrug ·
Laatste Brug ·
Lijsbethbrug ·
Looiersbrug ·
Lourisbrug ·
Loviumbrug ·
Marebrug ·
Marepoortsbrug ·
Mecklenburgerbrug ·
Minnebroersbrug ·
Molensteegbrug ·
Morspoortbrug ·
Nassaubrug ·
Neksluisbrug ·
Nieuwsteegbrug ·
Nonnenbrug ·
Noordeindsbrug ·
Noord-Kijfbrug ·
Oranjebrug ·
Paterbrug ·
Pauwbrug ·
Poppebrug ·
Rembrandtbrug ·
Reuvensbrug ·
Rijnbrug ·
Rijnsburgerbrug ·
Scheluwbrug ·
Singelbrug ·
Sint Jansbrug ·
Sint Jeroensbrug ·
Sint Sebastiaansbrug ·
Stadsmolensluis ·
Tapijtkloppersbrug ·
Trekvaartbrug ·
Turfmarktsbrug ·
Tweede Waardbrug ·
Utrechtse Brug ·
Valkbrug ·
Van Disselbrug ·
Verversbrug ·
Vierde Waardbrug ·
Visbrug ·
Vlietbrug ·
Vreewijkbrug ·
Warmonderbrug ·
Weverbrug · 
Wijnbrug ·
Wisenniabrug ·
Wittepoortsbrug ·
Zijlpoortsbrug ·
Zuid-Kijfbrug ·
Zuidsingelbrug
Overige bruggen:

Groenhovenbrug ·
Haagbrug ·
Haagsche Schouwbrug ·
Hoflandbrug ·
Hooghkamerbrug ·
Jaagbrug ·
Jan van Goyenbrug ·
Julius Caesarbrug ·
Kanaalbrug · 
Lammebrug ·
Oud-Hortuszichtbrug ·
Trekvlietbrug ·
Schrijversbrug ·
Spanjaardsbrug ·
Spoorbrug RSK ·
Spoorbrug De Vink ·
Staatsspoorbrug ·
Stevensbrug ·
Stevenshofbrug ·
Sumatrabrug ·
Waddingerbrug ·
Wilhelminabrug ·
Wouterenbrug ·
Zijlbrug